# Marne Levine
Marne Lynn Levine (född 1970) är en amerikansk affärskvinna. Hon är COO (chief business officer) på Meta Platforms.

## Tidigt liv
Marne Lynn Levine är dotter till Mark Levine, en ögonläkare från Shaker Heights, Ohio, och Teri Levine. Hon avlade examen vid Laurel School i Shaker Heights 1988. Hon avlade examen i statsvetenskap och talkommunikation vid Miami University i Ohio 1992. 2005 avlade hon examen från Harvard Business School, där hon ansvarade för ett projekt om avfallshantering och fick smeknamnet "Trash Queen" ("Avfallsdrottningen").

## Karriär
Från 1993 till 2000 arbetade hon på USA:s finansdepartement med frågor som asienkrisen 1997 och oetisk utlåning. Hon var stabschef från 2001 till 2003 åt Harvard Universitys president Larry Summers. Från 2006 till 2008 var hon produktchef på Revolution Money. Från 2009 till 2010 var hon stabschef för National Economic Council.
Levine var vicepresident för Global public policy hos Facebook (nu känd som Meta Platforms) från 2010 till 2014, när hon blev Instagrams första COO (chief operating officer). Hon efterträddes i sin offentliga roll av Joel Kaplan. 2018, sedan Dan Rose hade avgått. Han hade haft den posten sedan blev 2006. Levine blev då VP för globala partnerskap, affärs- och företagsutveckling. Justin Osofsky, VP of global operations utsågs till COO på Instagram 2019.
I juni 2021 utsågs Levine till COO (chief business officer) för Facebook.

### Styrelser
Levine är medlem i styrelsen för Lean In, en ideell organisation grundad av Facebooks COO Sheryl Sandberg för att stärka kvinnor. Hon sitter också i styrelsen för Cheggoch Women for Women International. Levine is a member of the Trilateral Commission.

## Privatliv
Den 21 juni 2003 gifte sig Levine med Philip Joseph Deutch, då verkställande direktör och riskkapitalist på Perseus, son till Samayla D. Deutch, en advokat och John M. Deutch, direktör för Central Intelligence från 1995 till 1996 och professor vid Massachusetts Institute of Technology (MIT).
Levine drabbades av en partiell hörselnedsättning vid fyra års ålder, och på grund av förlägenhet använde hon copingstrategier snarare än synliga hörapparater. Hon började använda hörapparater 2015, vilket hon anser gjorde hennes liv mycket bättre.